# Brembate
Brembate és una ciutat italiana de la província de Bèrgam, a la regió de la Llombardia. Està situada entre Bèrgam i Milà, sobre ambdues ribes del riu Brembo, pocs quilòmetres abans que aquest desemboqui al riu Adda.
El municipi el formen Brembate i Grignano i l'any 2004 tenia 7.604 habitants.

## Història
Les primeres restes de població en aquesta ciutat daten del Neolític i hi ha traces d'una via preromana del segle V a.c. sobre el riu Brembo.
El primer document on s'esmenta Brembate és de l'any 962, en el qual s'atribueix el domini de la ciutat al rei Berenguer II. Alguns historiadors li atribueixen la construcció del castell.
A Grignano, que forma part del municipi de Brembate, hi ha el monestir benedictí femení de S. Vincenzo in Limania, documentat des de l'any 1260, i que es va unir al Monestir de S. Tommaso di Almenno San Bartolomeo el 1404.
Durant l'època medieval Brembate i Grignano es van veure seriosament afectades pels conflictes armats entre el Ducat de Milà i la República de Venècia, ja que està situada a la frontera entre aquests dos antics estats. Després de diverses conquestes i reconquestes per part dels dos bàndols, el 1427 la ciutat va quedar pràcticament arrasada per part de l'exèrcit del Duc de Calàbria, aliat del Ducat de Milà.
L'any 1596 la població era de 343 habitants, la majoria dels quals es dedicaven a l'agricultura i a la vinya mentre que a Grignano eren 120.
En aquella època es va tornar a reconstruir el pont i es va aixecar l'església de S. Vittore.
La ciutat va seguir creixent i a finals del segle xix es va començar a industrialitzar al voltant de la seda i el cotó.